# Йохан II (Насау)
Йохан II фон Насау-Диленбург Стари (на немски: Johann II von Nassau-Dillenburg; mit der Haube, Haubner, der Ältere; * ок. 1365; † май 1443, замък Диленбург) от род Дом Насау е граф на Насау-Диленбург.

## Биография
Той е син на граф Йохан I фон Насау-Диленбург († 1416) и на Маргарета фон Марк-Клеве († 1409), дъщеря на граф Адолф II фон Марк. Брат е на Адолф (1362 – 1420), Енгелберт I (1370 – 1442) и на Йохан III (1398 – 1433).
Йохан води битки с ландграфовете на Хесен и с Трир. През 1416 г. братята си разделят управлението. През 1420 г. умира брат му Адолф без наследници, и Йохан получава територията около Диленбург и Хадамар. След смъртта на Йохан III през 1430 г. управлението отново се поделя. Йохан получава немските тертории, а Енгелберт нидерландските.
На края на живота си Йохан оставя управлението на страната на синовете на Енгелберт.

## Фамилия
Йохан не се жени, но има деца. С една Аделхайд той има дъщеря и син:
- Аделхеид, от 1438 г. влиза в манастир Кепел
- Тилман „Бастард фон Насау“, получава през 1461 г. замък Валенфелс.